# 北澤ボクシングジム
北澤ボクシングジム（Kitazawa Boxing Gym）は、神奈川県川崎市中原区にあるボクシングジムである。元日本スーパーフライ級王者の北澤鈴春によって1992年に設立された。

## 歴史・概略
北澤鈴春は1992年に日本スーパーフライ級のベルトを王座決定戦で獲得。しかし、獲得直後に網膜剥離が発覚し一度も防衛戦することなくベルトを返上する。
1992年9月に神奈川県川崎市中原区に北澤ボクシングジムを設立。